# HuffPost
HuffPost, до 2017 года The Huffington Post — американское интернет-издание, агрегатор и блог. Энциклопедия «Британника» характеризует «The Huffington Post» как «популярный либеральный веб-сайт».

## История
«Хаффингтон Пост» был запущен 9 мая 2005 года в качестве альтернативы Drudge Report. Основателями выступили Арианна Хаффингтон, Кеннет Лерер, Эндрю Брайтбарт и Джон Перетти.
7 февраля 2011 года был куплен AOL за 315 млн долларов США, Арианна Хаффингтон осталась главным редактором.
19 ноября 2020 года было объявлено о продаже сайта BuzzFeed и о создании стратегического партнёрства между покупателем и бывшим владельцем HP Verizon Media.

## Национальные версии
В 2008 году была запущена первая локализованная версия, HuffPost Chicago, ориентированная на читателей из Чикаго, спустя время появились версии для Нью-Йорка, Денвера, Лос-Анджелеса, Сан-Франциско, Детройта и Майами.
С 2011 года СМИ вышло на мировую арену, появились канадская, британская и французская версии.
В 2012 году появились версии для Испании и Италии.
В 2013 году появилась версия для Германии.

## Авторы
Помимо Арианны Хаффингтон и основной группы редакторов, для «Хаффингтон Пост» пишут более 9000 блогеров, политиков и знаменитостей, учёных и экспертов.

## Политические предпочтения
С политической точки зрения, журнал можно охарактеризовать как левo-прогрессивный, «антифашистский». Он критически относится к консервативным, охранительным точкам зрения, считая их пережитком «колониального белого расистского общества» и активно поддерживает права меньшинств и маргинальных групп США. Немецкий журнал Spiegel Online противопоставляет его Fox News, другим известным американским информационным каналам, принимающим наоборот право-консервативную точку зрения.
В 2009 году журнал попал в центр скандала после появления серии статей, написанных сторонниками альтернативной медицины и противниками вакцинации, ставящих под сомнение компетентность научного сообщества и медицины. В данной истории наибольшее внимание привлёк блог Даны Ульман, известной сторонницы гомеопатии.
Несмотря на заявления Арианны Хаффингтон о том, что СМИ не следует какой-либо политической идеологии, представители Республиканской партии считают, что авторы, пишущие для «Хаффингтон пост», враждебно относятся к взглядам и личностям её кандидатов. Джон Беккен, профессор журналистики Саффолкского университета, приводит издание в качестве примера «агитационной газеты» (англ. advocacy newspaper). Во время президентских выборов 2016 года в США газета крайне враждебно относилась к Дональду Трампу, не стесняясь в резких выражениях в его адрес.

## Популярность
По данным сайта Alexa.com, huffingtonpost.com на ноябрь 2017 года занимал 257-е место в мире по посещаемости; На апрель 2020 года huffpost.com занимал 684-е место.

## Награды
- В 2012 году «Хаффингтон Пост» получил Пулитцеровскую премию в категории национальный репортаж. Лауреатом премии стала серия публикаций «Beyond the battlefield» одного из авторов издания, Дэвида Вуда, в которых рассказывается о жизни американских солдат, раненных в войнах в Ираке и Афганистане[19].
- В 2010 году «Хаффингтон Пост» получил Webby Awards в номинации «Голос народа», эту же премию издание получало в 2006 и 2007 годах в номинации «Политический блог».
- Американский журнал Forbes включил Арианну Хаффингтон в список «самых влиятельных женщин в СМИ в 2009 году» (12-е место).